# District Oest-Djegoetinski
District Oest-Djegoetinski (Russisch: Усть-Джегутинский райо́н) is een district in het midden van de Russische autonome deelrepubliek Karatsjaj-Tsjerkessië. Het district heeft een oppervlakte van 911 vierkante kilometer en een inwonertal van 50.641 in 2010. Het administratieve centrum bevindt zich in Oest-Dzjegoeta.
Bestuurlijk centrum: Tsjerkessk

Steden: Karatsjajevsk · Oest-Dzjegoeta · Teberda

Districten: Abazinski · Adyge-Chablski · Chabezski · Karatsjajevski · Malokaratsjajevski · Nogajski · Oeroepski · Oest-Djegoetinski · Prikoebanski · Zelentsjoekski